# گنباوکی
گنباوکی (به لاتین: Gębałki) یک روستا در لهستان است که در گمینا ودمینه واقع شده‌است. گنباوکی ۲۰ نفر جمعیت دارد.